# The Woman Who Did
The Woman Who Did é um filme de drama mudo produzido no Reino Unido, dirigido por Walter West e lançado em 1915. Foi uma adaptação do romance de 1895 The Woman Who Did, de Grant Allen